# Fantôme
Fantôme es el sexto álbum en japonés de la cantante japonesa americana  Utada Hikaru. Fue lanzado en Japón el 28 de septiembre de 2016 por Universal Music Japan con la submarca Virgin Records, como su primer álbum oficial bajo esta marca. El trabajo de fotografía fue realizado por el reconocido fotógrafo Julien Mignot. Fantôme fue lanzado en dos formatos: un CD en físico y formato digital download.
Incluye los sencillos anteriores Sakura Nagashi, Hanataba wo Kimi ni y Manatsu no Tooriame, así como ocho nuevas canciones. La cantante de rock Ringo Sheena y el rapero Kohh participan en este álbum.
Fue un éxito en varios países, llegando al top de iTunes en Japón, Finlandia y otros siete países asiáticos, número 3 en EE. UU. y top 10 en otros países, incluyendo a España, donde alcanzó el número 6 en iTunes Store. Fue el noveno álbum de Utada número 1 en la lista de los álbumes más vendidos en Oricon. Fue el segundo mejor debut de un álbum de una cantante ese año, solo detrás de la cantante americana Beyoncé, con su álbum Lemonade.
Todos los títulos de las canciones incluidas en este álbum son en japonés.

## Lista de canciones
Todas las canciones escritas y compuestas por Hikaru Utada, excepto por la pista 9 coescrita con KOHH y la pista 11 coescrita con Paul Carter. 
| CD and digital download. |                                                                                               |          |  |
| N.º                      | Título                                                                                        | Duración |  |
| 1.                       | «道 Michi (Utada Hikaru song)\|Michi]] ("Camino")»                                            |          |  |
| 2.                       | «俺の彼女 Ore No Kanojo ("Mi novia")»                                                         |          |  |
| 3.                       | «花束を君に Hanataba Wo Kimini ("Un ramo de flores para ti")»                                 |          |  |
| 4.                       | «二時間だけのバカンス Nijikan Dake No Vacance feat. Sheena Ringo ("Vacaciones de dos horas")» |          |  |
| 5.                       | «人魚 Ningyo ("Sirena")»                                                                      |          |  |
| 6.                       | «ともだち Tomodachi feat. Nariaki Obukuro ("Amigo")»                                          |          |  |
| 7.                       | «真夏の通り雨 Manatsu no Tooriame ("Lluvia de verano")»                                       |          |  |
| 8.                       | «荒野の狼 Kouya No Ookami ("Lobo del páramo")»                                                |          |  |
| 9.                       | «忘却 Boukyaku feat. KOHH ("Olvido")»                                                         |          |  |
| 10.                      | «人生最高の日 Jinsei Saikou No Hi ("El mejor día de mi vida")»                                |          |  |
| 11.                      | «桜流し Sakura Nagashi ("Cauce de los cerezos")»                                              |          |  |